# Saprosites exaratus
Saprosites exaratus är en skalbaggsart som beskrevs av Edmond Jean-Baptiste Fleutiaux och Sallé 1889. Saprosites exaratus ingår i släktet Saprosites och familjen Aphodiidae. Inga underarter finns listade i Catalogue of Life.